# جوکر و ملکه
«جوکر و ملکه» (انگلیسی: The Joker and the Queen) ترانه‌ای از خوانندهٔ انگلیسی اد شیرن است که در آلبوم = (۲۰۲۱) قرار گرفته‌است. نسخه‌ای از ریمیکس دونوازی این ترانه با حضور خواننده-ترانه‌سرای آمریکایی تیلور سوئیفت در ۱۱ فوریهٔ ۲۰۲۲ در قالب چهارمین تک‌آهنگ آلبوم منتشر شده‌است.